# No te olvides de la banda
No te olvides de la banda es el decimoquinto álbum de estudio de la banda mexicana de rock en español El Tri y fue lanzado al mercado en formato de disco compacto en 2002 por WEA Latina.

## Grabación y lanzamiento
Este disco fue grabado en la ciudad de Los Ángeles, California, Estados Unidos en 2002 y publicado en el mismo año. Según la página oficial de la banda, No te olvides de la banda fue dedicado a los seguidores de El Tri.

## Recepción
En los Estados Unidos, No te olvides de la banda se posicionó en los puestos 15.º y 51.º de las listas Latin Pop Albums y Top Latin Albums del Billboard.

## Crítica
El editor de Allmusic Drago Bonacich describe a este álbum como un «recordatorio amistoso», pues, en las palabras de Bonacich, «No te olvides de la banda pretendió atraer la atención de sus fanáticos basándose en las letras y composiciones basadas en temas sociales».  Bonacich calificó a este material discográfico con tres estrellas de cinco posibles.

## Lista de canciones
Todos los temas fueron escritos por Álex Lora.

| N.º   | Título                      | Duración |  |
| 1.    | «Chilangolandia»            | 8:12     |  |
| 2.    | «Volvimos a perder»         | 5:02     |  |
| 3.    | «Solamente Dios»            | 5:06     |  |
| 4.    | «No te olvides de la banda» | 4:31     |  |
| 5.    | «El amor neto»              | 4:06     |  |
| 6.    | «Los espermatozoides»       | 3:13     |  |
| 7.    | «El calzón»                 | 3:42     |  |
| 8.    | «Tu sonrisa»                | 4:44     |  |
| 9.    | «A partir de hoy»           | 5:40     |  |
| 10.   | «Lo demás me vale»          | 3:46     |  |
| 11.   | «De la raza pa' la banda»   | 10:19    |  |
| 58:21 |                             |          |  |

## Créditos

### El Tri
- Álex Lora — voz principal, guitarra, bajo y coros
- Rafael Salgado — armónica
- Eduardo Chico — guitarra
- Óscar Zárate — guitarra
- Ramón Pérez — batería
- Lalo Toral — teclados
- Chela Lora — coros

### Personal de producción
- Álex Lora — productor
- Chela Lora — directora de arte
- Richard Kaplan — ingeniero de audio y mezclador
- Kevin Meeker — ingeniero asistente
- Pablo Munguía — mezclador y coordinador de grabación
- Charles Johnson — mezclador
- Gene Grimaldi — masterizador

## Listas
| Año  | País           | Lista            | Posición máxima |
| ---- | -------------- | ---------------- | --------------- |
| 2002 | Estados Unidos | Latin Pop Albums | 15.º            |
| 2002 | Estados Unidos | Top Latin Albums | 51.º            |